# Scatophila rubribrunnea
Scatophila rubribrunnea är en tvåvingeart som beskrevs av Sturtevant och Wheeler 1954. Scatophila rubribrunnea ingår i släktet Scatophila och familjen vattenflugor. Inga underarter finns listade i Catalogue of Life.